# 하인리히 로러
하인리히 로러(Heinrich Rohrer, 1933년 6월 6일 ~ 2013년 5월 16일)는 주사 터널링 현미경(STM)의 설계에 대한 공적으로 게르트 비니히와 함께 1986년 노벨상을 받은 스위스의 물리학자이다. 이 상의 절반은 에른스트 루스카에게 수여되었다.